# Valentino Sala
Valentino Sala (Morimondo, 8 ottobre 1908 – Marcignago, 27 dicembre 2002) è stato un allenatore di calcio e calciatore italiano, di ruolo centrocampista.
Era noto anche come Sala I, per differenziarlo da Costantino Sala solo per il cognome uguale, non avendo con Costantino alcun rapporto di parentela.

## Carriera
Giocò nell'Inter negli anni trenta.

## Palmarès
- Serie B: 1

Genova 1893: 1934-1935